# Montrabé
 Montrabé  es una población y comuna francesa, en la región de Mediodía-Pirineos, departamento de Alto Garona, en el distrito de Toulouse y cantón de Toulouse-8.

## Demografía
| 286 | 353 | 821 | 1740 | 2347 | 3201 |
| Para los censos de 1962 a 1999 la población legal corresponde a la población sin duplicidades (Fuente: INSEE [Consultar]) |     |     |      |      |      |

## Los monumentos

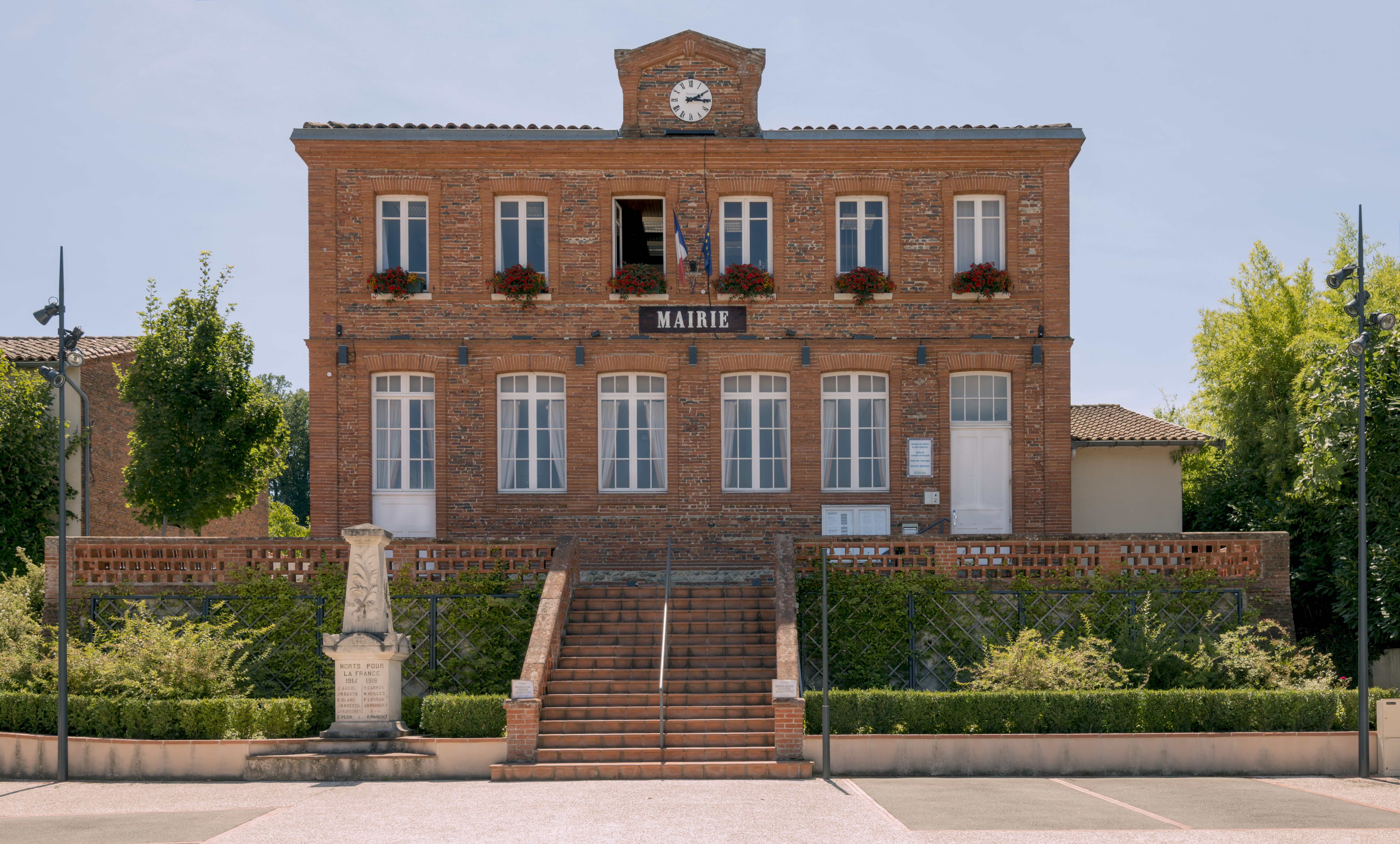
Ayuntamiento
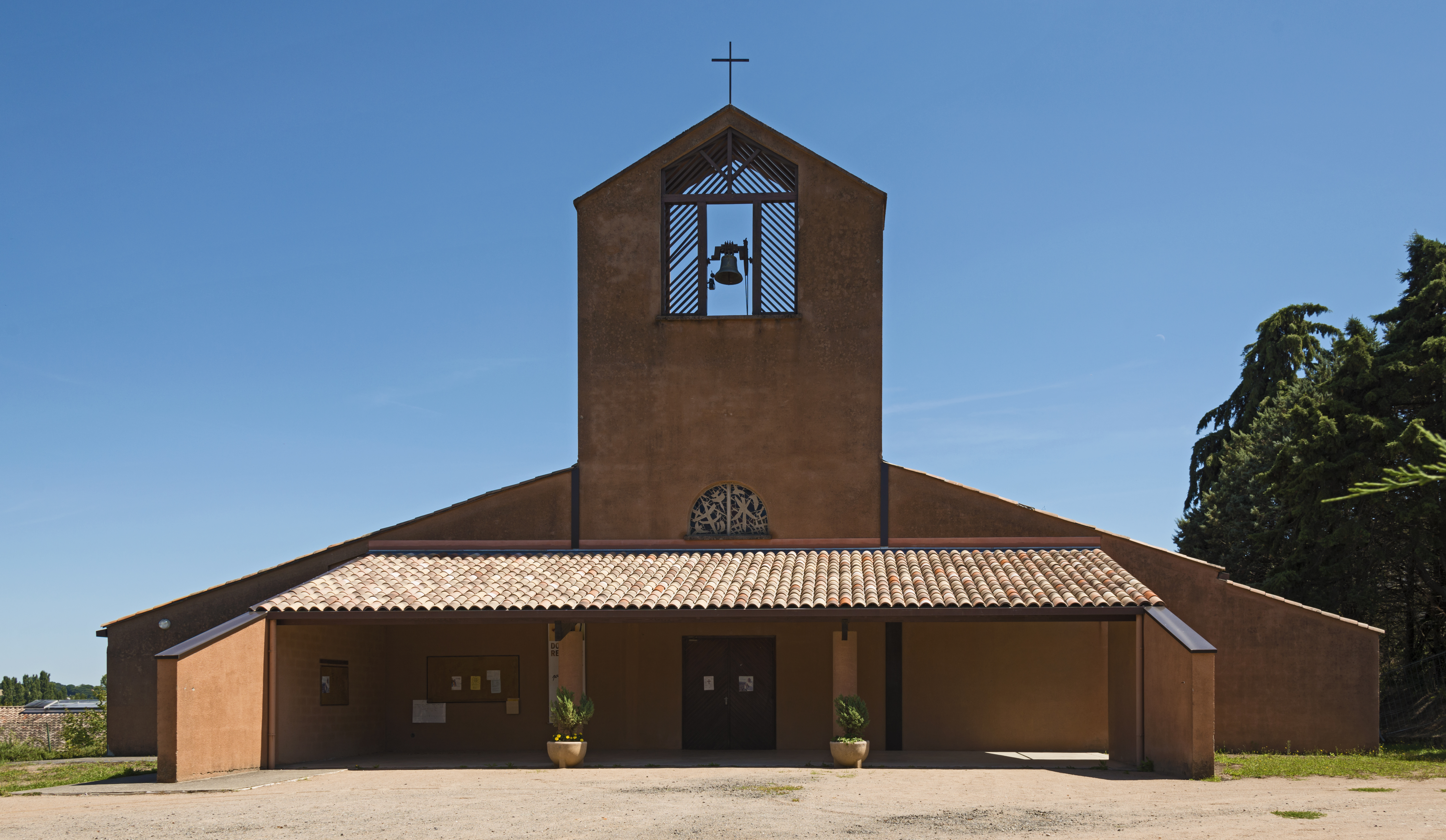
Iglesia de San Marcial